# Йоганнес Нарбут
Йоганнес Нарбут (ест. Johannes Woldemar Otto Narbutt) 3/15.04.1879 Таллінн — 06.04.1936 Одеса — балтійсько-німецький фізико-хімік, який працював в Естонії, Німеччині та Україні.

## Життєпис
Батько Йоганнеса Нарбута був фармацевтом. Про матір нічого не відомо.
Закінчивши у 1899 році Талліннську Гімназію ім. Ніколая І вступив до Тартуського університету.
1904 року захистив кандидатську ступінь на хімічному факультеті. У 1916 році захистив ступінь магістра хімії з дисертацією «О теплоемкости и теплоты правления ряда дигалоидозамещенных бензола», а у 1930 році захистив докторську ступінь з хімії в університеті Гіссена з дисертацією «Über den Herscheleffekt» (Z. f. wiss. Photographie, Photophysik und Photochemie. 1930, 28). З 1905 по 1907 роки продовжував свою освіту в Берліні, Цюріху та Мюнхені.
У 1904—1905 рр. Нарбут працював науковим співробітником у Тарту, з 1908 року — асистентом хімічної лабораторії Тартуського університету, з 1917 по 1918 рр. — приват — доцентом. У 1917—1918 рр. обіймав посаду професора фізичної хімії та електрохімії у Варшавській політехніці (1917 року евакуйованій до Нижнього Новгороду).
У 1919 році став професором Тартуського університету. До 1924 року був професором фізичної хімії та завідуючим лабораторією. В університеті предметами його досліджень були фізична, колоїдна, електрична та органічна хімія.
Оскільки продовжувати дослідження у галузі хімічної термодинаміки у Тартуському університеті було неможливо, він переїхав до Таллінна, де з 1924 по 1927 рік працював викладачем фізики та математики у катедральній школі.
у 1917 році переїхав до Німеччини, де працював в Інституті наукових досліджень фотографії у Дрездені.
1931 року Йоганнес виїхав до СРСР, де до самої смерті у 1936 році, працював у лабораторії досліджень фотографії Одеського фізичного інституту.
Похований на другому християнському цвинтарі в місті Одеса, ділянка 22.

## Дослідницька робота
У Тартуському університеті Нарбут займався переважно проблемами термодинаміки, продовжуючи напрямок досліджень хімічної термодинаміки, що його започаткував професор Густав Таман.
У період з 1905 по 1917 роки він опублікував 17 наукових статтей про фізико — хімічні параметри органічних сполук (напр., галогенопохідних бензолу) і термодинамічні характеристики процесів фазових переходів.
На основі результатів вимірювань, Йоганнес Нарбут вивів рівняння для розрахунку теплоємності, теплоти випаровування, плавлення та перетворення.
Брав у часть у редагуванні видань Естонського товариства натуралістів у 1908—1909 роках.
У 1930х публікував статті з проблем наукової фотографії.
Загалом оприлюднив понад 30 наукових статтей.

## Праці
- Die Schmelz-, Siedel- und Dampfdruckkurven in den binären Systemen. // Z. physikalische Chemie. 53 (1905)
- Die spezifischen Wärmen und Schmelwärmen der Dichlor-, Chlorobrom-, Dibrom-, Bromjod- und Dijodbenzole. I—IV. // Z. Elektrochemie. 24 (1918); 25 (1919)
- Die Schmelzpunkte sowie einige Lichtbrechungs koeffizienten und spezifische Gewichte einer Reihe von Dihalogenbenzolen. // Berichte Dt. Chem. Gs. 52 (1919)
- Von den Kurven für die freie und die innere Energie bei Schmelz- und Umwandlungesvorgängen. // ACUT, A, 1922, 3/1
- Der Herscheleffekt auf rot- und ingrarot empfindlichen photographisen Schichten. // Z. Wiss. Photographie, Photophysik und Photochemie 33 (1934)